# August Förster
August Förster (рус. Август Фёрстер), полное официальное название — August Förster GmbH Kunsthandwerklicher Flügel-und-Pianobau — немецкая компания, занимающаяся производством и продажей пианино и роялей премиум-класса. Инструменты выпускаются под маркой August Förster, в период с 1950 по 1991 годы также изготавливались инструменты под маркой Berger, преимущественно для стран Бенилюкса. Основная фабрика находится в немецком городе Лёбау, в XX веке пианино «Август Фёрстер» также производила дочерняя чехословацкая компания, расположенная в Йиржикове.
Минимум два революционных для музыкального мира изобретения были разработаны сотрудниками компании: рояли «Электрокорд» и «Кварт-де-тон».
По состоянию на 2015 год, компания выпускала в год около 120 роялей и около 150 пианино.

## История

### Основание завода и первые успехи
Основатель компании Фридрих Август Фёрстер начинал свою деятельность в качестве краснодеревщика, но также ремонтировал скрипки и гитары. В 1854 году в Лёбау он сдал экзамен по фортепианостроению. А в 1859 году там же открыл мастерскую по ремонту фортепиано, где создал свой первый инструмент. Тремя годами позже он основал фабрику. В 1866 году Август Фёрстер получил Королевский патент на производство инструментов. Тысячный инструмент фабрика выпустила в 1874 году, а в 1877 — концертный рояль с серийным номером «2000».

### Компания в конце XIX века и до начала Второй мировой войны

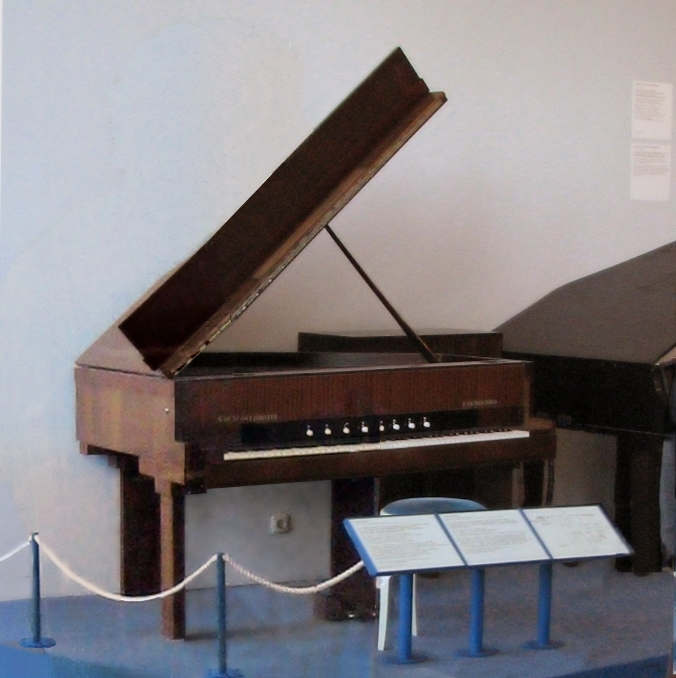
Электрокорд

В 1897 году, после смерти Августа Фёрстера, управление компанией перешло его сыну Сезару Фёрстеру. Он открыл зарубежный филиал фабрики в Георгсвальде, (нынешний город Йиржиков), и таким образом спас компанию от финансового краха, поскольку это позволило обойти стороной высокие пошлины, действовавшие в то время в Австро-Венгрии и мешавшие выходу на международный рынок. В итоге компания смогла увеличить продажи.
В 1915 году заводом начала управлять вдова Сезара Фёрстера Маргарет Фёрстер. А после окончания Первой мировой войны её дети — Герхард и Манфред Фёрстеры.

### 1939—1990 годы
В годы Второй мировой войны фабрика находилась в кризисном состоянии, однако её руководству удалось сохранить направленность компании и не участвовать в военном производстве. После войны изготовление инструментов на фабрике на какое-то время было заморожено, поддерживать её работоспособность удавалось лишь за счет ремонта ранее выпущенных инструментов.
В 1945 году филиал фабрики в Йиржикове был национализирован властями Чехословакии, но по-прежнему выпускал инструменты под маркой August Förster, причем более низкого качества, хотя фактически заводу-основателю уже не принадлежал и не поддерживал с ним связи.
После смерти братьев Манфреда и Герхарда Фёрстеров компанию возглавил сын первого из них — Вольфганг Фёрстер. Ему не удалось сохранить компанию в частном владении. Во время национализации, в 1972 году, она отошла государству и была переименована в EB Flügel- und Pianobau Löbau. Позднее фабрика стала частью немецкого фортепианного объединения Deutsche Piano — Union Leipzig (англ. German Piano-Union, Leipzig), но в 1976 в её названии снова появилась фамилия основателя, официально фабрика уже именовалась VEB Förster Pianos Loebau. В том же году предприятие начало поставлять свои изделия в США.
До 1990 года на фабрике выпускались также инструменты под маркой Berger, которые продавались в странах Бенилюкса. Это открывало предприятию доступ на иностранный рынок, в частности, позволяло приобретать некоторые детали, производившиеся в капиталистических странах, например, с 1987 года, — механику компании Renner.

### Настоящее время
В 1991 году Вольфганг Фёрстер приватизировал фабрику и таким образом вернул бизнес семье. По состоянию на 2016 год предприятие производило около 250 инструментов премиум-класса в год, преимущественно роялей.

## Популярные модели и изобретения

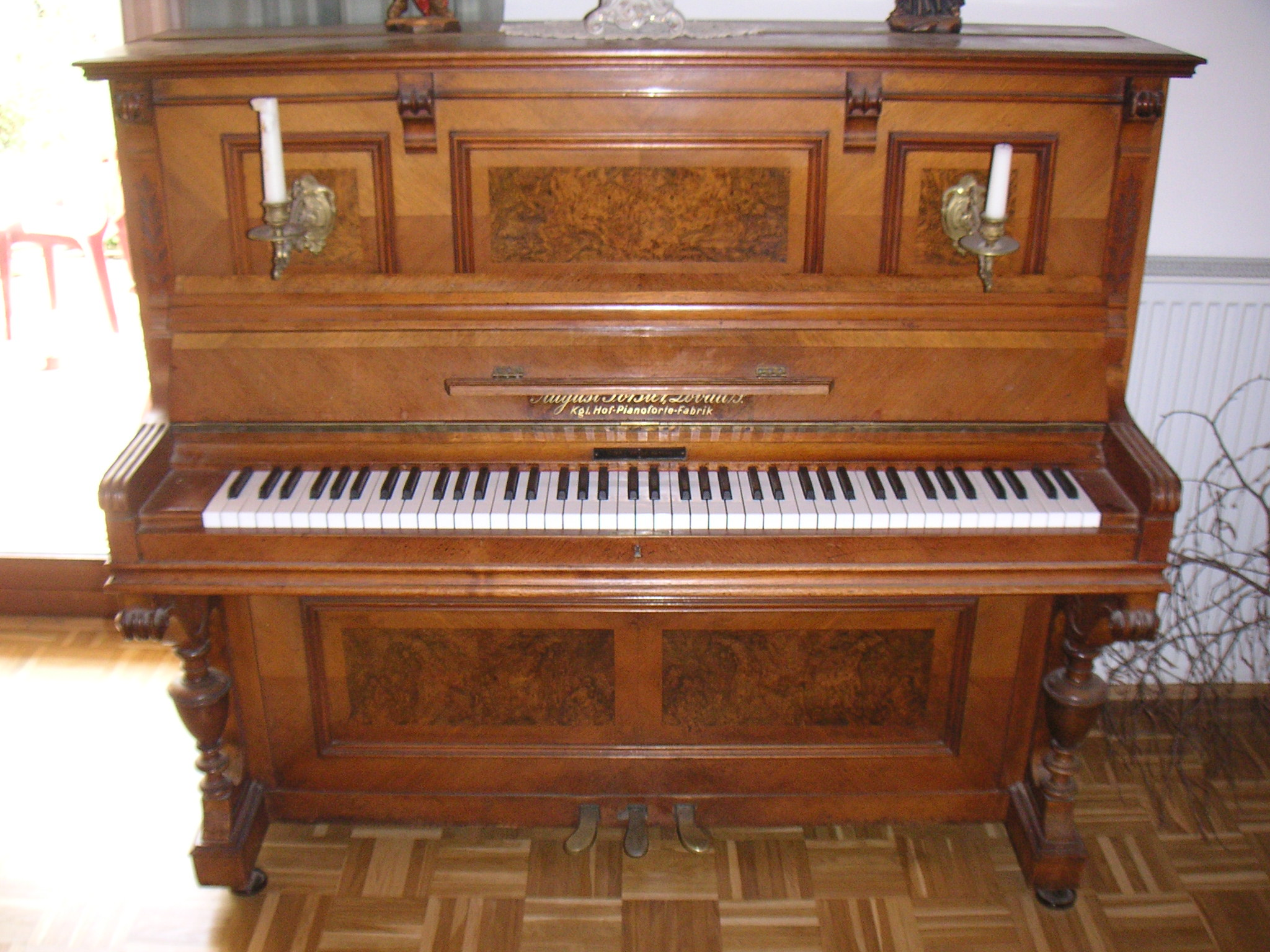
пианино марки August Förster

Эталонными моделями August Förster считаются рояли, изготовленные в период руководства фабрикой Маргарет Фёрстер.
Дети Сезара и Маргарет Герхард Фёрстер и Манфред Фёрстер привлекли к сотрудничеству чешского композитора Алоиса Хабу, вместе с которым был разработан специальный четвертитоновый рояль — «Кварт-де-тон». Другой четвертитоновый рояль с тремя клавиатурами был сконструирован фирмой в 1929 году для композитора Ивана Вышнеградского. А в 1932 году, за 50 лет до выпуска первых серийных электронных пианино, вместе со специалистами Берлинского технического университета, немецко-американским изобретателем Франклином Месснером и физиком Оскаром Верлингом на базе фабрики был создан «Электрокорд», один из первых клавишных инструментов в мире, который работал по принципу использования электромагнетических колебаний струн. В 1982 году Электрокорд был отреставрирован и стал частью экспозиции Немецкого музея в Мюнхене.
Инструментами, выпущенными в период до начала Второй мировой войны, часто пользовались композиторы. Особое внимание музыкантов привлекали изобретения сотрудников немецкого завода. Например, сохранилась фотография 1937 года, где за роялем August Förster сидит Сергей Прокофьев. Играли за этими роялями и Вильгельм Бакхауз, Эрвин Шульгоф, Антон Кюрти, Рихард Штраус. Джакомо Пуччини написал оперы «Тоска» и «Мадам Баттерфляй», работая за роялем «Август Фёрстер».
В 1950—1960 годах модельный ряд инструментов August Förster претерпел много изменений. В связи с серьезной конкуренцией с заводами из стран ФРГ и с появлением более требовательных к внешней фактуре покупателей фабрика начала изготавливать фортепиано и рояли как классического стиля, так и современного. В модельном спектре появились инструменты в стилях Рококо, Модерн, в античном стиле.
Компания гордится своим сотрудничеством с Консерваторией Льежа. На концертном рояле August Förster, который был подарен консерватории, прозвучали мировые премьеры работ Джордже Энеску, Владо Перлмутера, Вильгельма Бакхауза, Фрица Крейслера.
В первой половине XX века на фабрике также выпускались фисгармонии.

## Мнение пианистов
Пианист Ларри Финн в своей книге The Piano Book отметил, что у инструментов «Август Фёрстер» огромные возможности для исполнения и отличное качество звука. Рояли этой компании он поставил в один ряд с клавишными Bechstein, Grotrian-Steinweg и Bösendorfer
Композитор Эрвин Шульгоф считал, что инструменты, изготовленные на заводе в Лёбау, позволяют передать все уровни экспрессии.

## В культуре
В фильме «Пианист» Романа Полански главный герой во время съёмок в студии играет на инструменте марки «Август Фёрстер». Как говорят зрители, в фильме они разглядели, как главный герой также играл и на роялях других известных производителей, в частности, на роялях фирм «Бехштейн», Steinway & Sons и «Блютнер».